# 石渡均
石渡 均（いしわたり ひとし）は日本の撮影監督。

## 来歴
文化庁在外研修員として米国へ派遣される。帰国後、カメラマンと並行して、日本映画大学（現在）専任講師、東京芸術大学映像研究科（大学院）の非常勤講師を務め、現在は写真家として活動中。

## 人物
写真教室講師を務め、定期的に写真展を開催している。横浜市瀬谷区写真コンクール審査委員長。文芸同人誌澪編集長。横濱写真倶楽部主宰。

## 主な作品

### 映画
- 『上海バンスキング』特撮。『オーロラの下で』（日・ソ合作）セカンドユニット撮影。『孔雀王アシュラ伝説』（日・香港合作）特撮。
- 『劇場用ウルトラマン』2作品セカンドユニット。『ロングシャドウズ』（日米合作）テクニカル・スーパーバイザー。
- 『The　Hunted』（ユニバーサル映画世界配給・日本側撮影監督）
- 『麗霆゛子　レディース　MAX』（1996年）
- 『ゆずり葉-君もまた次のきみへ-』（2009年）コマーシャル、TV作品、プロモーションビデオなど多数。
- 大型映像や立体映画として『横浜博覧会』（東宝映像美術）『消防庁』（TBSビジョン）『佐川急便』（イマジカ）など多数。

### OV
- 『ウルトラセブン 地球より永遠に』（1998年）
- 『ウルトラセブン 失われた記憶』（1998年）
- 『SF３D』円谷プロなど。

### 著書
- 『キャメラマン魂』『ひまわりとキャメラ』『映画監督のペルソナ・川島雄三論』など4冊。
- 翻訳書は『映画撮影術』『プロフェッショナル撮影技法』『マスターショット３』『映画美術から学ぶ世界の作り方』など6冊。
- 文芸同人誌澪に日本映画クラシック作品の評論を執筆中。
- 写真集『かまくら古道物語』電子書籍・キンドル版。
- 写真集『長屋門公園の四季』非売品。
- 写真集『横濱写真倶楽部作品集・創刊号』監修。
- 『写真術・Practical Photography』自費出版。